# Nenad Stevović
Nenad Stevović (en serbe cyrillique : Ненад Стевовић ; né le 14 juillet 1962) est un homme politique serbe. Il est président du Parti monténégrin (CP).

## Parcours
Nenad Stevović est diplômé en économie et en sciences politiques. En 2003, il est l'un des fondateurs et le président de l'association des Monténégrins de Serbie Krstaš. Il fonde et dirige la revue Oganj, un organe de la diaspora monténégrine qui paraît entre mai 2004 et novembre 2007.
En 2008, à Novi Sad, il fonde le Parti monténégrin (CP), dont il devient le président. Ce parti est le premier à représenter politiquement la minorité monténégrine dans le pays.
Pour les élections législatives anticipées du 11 mai 2008, Nenad Stevović emmène une liste de 85 candidats ; cette liste obtient 2 923 voix, soit 0,07 % des suffrages.
Lors des élections législatives du 6 mai 2012, le Parti monténégrin présente une liste de 52 candidats. La liste recueille 3 855 voix, soit 0,10 % de suffrages, ce qui ne lui permet pas d'envoyer de représentants à l'Assemblée nationale de la république de Serbie.

## Vie privée
Nenad Stevović est marié et père de deux enfants. 